# Ricardo Vilca
Ricardo Vilca (Humahuaca, 5 de noviembre de 1953 - San Salvador de Jujuy, 19 de junio de 2007) fue un compositor, músico y maestro rural argentino. 
Originario de Humahuaca, grabó varios discos dentro del conjunto "Ricardo Vilca y sus Amigos".

## Biografía

### Primeros años
El artista, nacido en Humahuaca el 5 de noviembre de 1953, recibió en 1983 un premio de la Unesco por su contribución cultural a la Quebrada, fue durante más de 16 años docente en escuelas rurales y siempre resaltó que obtuvo en esa experiencia la materia prima que inspiró su obra musical. También fue profesor de Taller de Producción en la Escuela Superior de Música de la Provincia De Jujuy y se transformó en uno de los grandes animadores del rescate cultural y artístico de su zona.
Hijo de Fidel Vilca, pero criado por sus abuelos; en su adolescencia, el músico fue resaltando por su habilidad para la guitarra eléctrica. Sus primeros pasos en la música los dio al frente de un grupo de rock y de cumbias. 

### Reconocimiento
En los últimos años, Vilca se destacó como compositor de música para películas, realizando la banda sonora de largometrajes como Una estrella y dos cafés, de Alberto Lecchi; Río arriba, de Ulises de la Orden; y El destino, de Miguel Pereyra.
Aunque siempre fue muy reconocido en su zona, en los últimos años su popularidad se extendió al resto de Argentina, al menos, sobre todo después de que entre otras cosas, grabó "Guanuqueando" junto al grupo de rock argentino Divididos (editado en el disco Vengo del Placard de Otro de dicha banda). León Gieco le puso letra a uno de sus temas ("Plegaria de Sikus y Campanas"). También hizo varias presentaciones en el teatro Ateneo de la ciudad de Buenos Aires, que incluso quedaron registradas en un disco.

### Fallecimiento
Minutos después de las 11:00 del 19 de junio de 2007 en el sanatorio Lavalle de la capital jujeña, falleció el maestro, músico y compositor. Sólo tenía 53 años. 
Con motivo de su muerte, el municipio de Humahuaca declaró tres días de duelo con la bandera a media asta e invitó a un cese de actividades en el sector privado para despedir los restos mortales del músico, cuyo cuerpo fue enterrado en el cementerio de Humahuaca.

## Forma de ser
Amigo de cuanto transeúnte se asomase en la puerta de su casa, por calle Santa Fe a pasitos del Canal del Norte. Ricardo fue, es y será la expresión viva de la idiosincrasia de Humahuaca. Su simpleza brillaba en el bar de su propia casa, donde ofrecía cálidos espectáculos. Explicaba, con alma docente, corazón nostálgico y espíritu quebradeño cada uno de sus temas. Los acercaba a su público a través de impagables anécdotas o recuerdos de su infancia. Disfrutaba de la compañía de los jóvenes y hasta se encargaba de promover a nuevos artistas en su escenario.

## Influencia de su música
A lo largo de su carrera, se vinculó con músicos de distintas latitudes y su trabajo silencioso en la Quebrada generó la admiración de músicos como León Gieco y Ricardo Mollo, de Divididos, y otros más jóvenes como Federico Pecchia y el jujeño Bruno Arias que grabaron e incluyeron temas suyos en sus discos. 
Gieco se animó a ponerle letra a una de sus piezas instrumentales, Rey de las nubes, que incluyó en Orozco; mientras que Divididos compartió con él un recital en el Pucará de Tilcara, donde hicieron juntos una versión de Guanuqueando, que quedó registrada en el CD. Vengo del Placard de Otro.
El músico y colega de Maimara, Tukuta Gordillo lo definió como "el más fino e iluminado de todos nosotros, el que comprendió que la música era un elemento más de la naturaleza y por eso hizo sonar la música de los zafreros, de los hacheros, de los andinos, el sonido profundo del hombre parado en medio del todo y de la nada que es la Puna", mientras que Tomás Lipán dijo que fue "un hombre de una sensibilidad enorme". 
"La muerte de Ricardo es una mochila muy dura, éramos compinches de un montón de cosas", declaró Gordillo. 
Por su parte, Lipán lo definió como "un gran hombre con una sensibilidad enorme, con una fortaleza interior tremenda y un andador incansable del camino de la música". 
"Fue es y será, una persona de una enorme sapiencia musical además de un gran tipo que nos dejó obras increíbles que, aunque se vaya, quedarán para eternizarlo todos los días", aseguró el vocalista de Purmamarca. 
Asimismo, el cineasta Ulises de la Orden, cuya cinta Río arriba lleva música original del artista jujeño, afirmó que su muerte "es una pena, porque era un tipo muy joven y con mucho trabajo por hacer" y señaló que "difícilmente quien lo conoció no haya sentido su influencia". 
"Para mí fue un queridísimo amigo y un maestro en muchos sentidos. Su vida fue la música, pero Ricardo fue el hombre de quien más aprendí cine, especialmente por la forma que tenía de mirar el mundo", señaló el realizador.

## Discografía
- 1989: Sueños de mi tierra (reeditado en 2007)
- 1993: La magia de mi raza
- 1998: Nuevo Día
- 2003: Majada de sueños
- 2007: Ría Arriba (CD doble, música de la película homónima del director Ulises de la Orden)